# Aptopus
Aptopus là một chi bọ cánh cứng trong họ 
Elateridae.
Chi này được miêu tả khoa học năm 1829 bởi Eschscholtz.

## Các loài
Các loài trong chi này gồm:
- Aptopus agrestis (Erichson, 1840)
- Aptopus allita Aranda, 2001
- Aptopus ameca Aranda, 2005
- Aptopus angusticollis Schwarz, 1906
- Aptopus brevis Candèze, 1889
- Aptopus campylinus (Erichson, 1840)
- Aptopus chiriquensis Champion, 1895
- Aptopus collaris Champion, 1895
- Aptopus constrictus Champion, 1895
- Aptopus erichsoni Champion, 1895
- Aptopus fuscipes Champion, 1895
- Aptopus golbachi Aranda, 1996
- Aptopus gracilis (Horn, 1884)
- Aptopus lateralis (Erichson, 1840)
- Aptopus lateralis Erichson, 1840
- Aptopus longicollis Champion, 1895
- Aptopus longipennis Champion, 1895
- Aptopus luridus Aranda, 1996
- Aptopus maculatus Aranda, 1996
- Aptopus muyuchina Aranda, 2001
- Aptopus omiltemanus Champion, 1895
- Aptopus peregrinus Horn, 1884
- Aptopus pichinchae Candèze, 1889
- Aptopus pruinosus (Erichson, 1840)
- Aptopus puca Aranda, 2003
- Aptopus pullatus (Horn, 1884)
- Aptopus ricchana Aranda, 2001
- Aptopus riojanus Aranda, 2005
- Aptopus rufomarginatus Champion, 1895
- Aptopus rugiceps Schaeffer, 1916
- Aptopus subcarinatus Schaeffer, 1916
- Aptopus suniyana Aranda, 2004
- Aptopus tibialis Eschscholtz, 1829
- Aptopus uniformis Champion, 1895
- Aptopus vicinus Champion, 1895
- Aptopus yana Aranda, 2003